# کم‌غذاساز

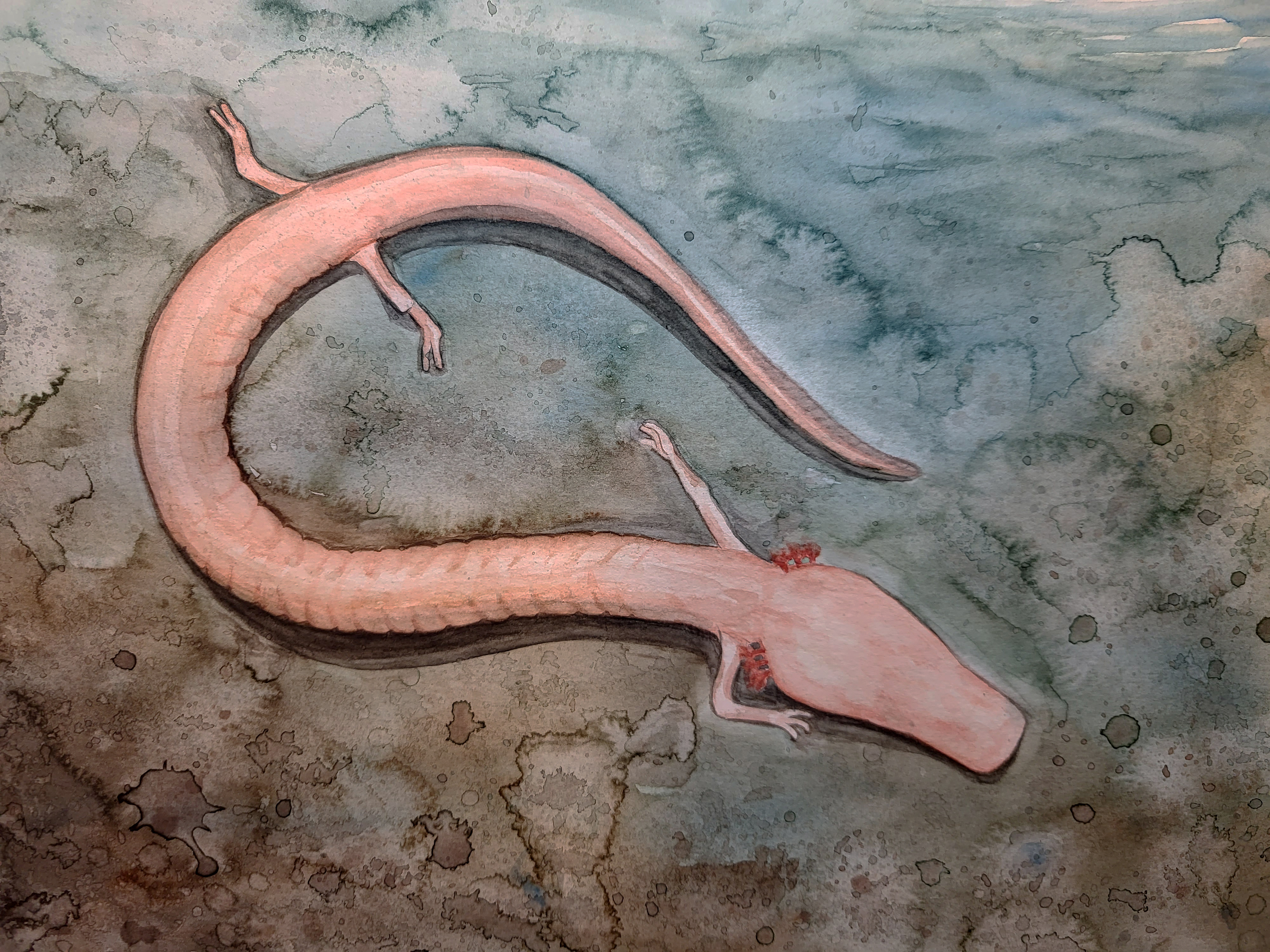
Proteus anguinus

کم‌غذاساز (کم‌پرورد) یا الیگوتروف (به انگلیسی: Oligotroph)، جانداری است که می‌تواند در محیطی زندگی کند که سطح بسیار پایینی از مواد مغذی را ارائه می‌دهد. آنها ممکن است با پرغذاسازها (کوپیوتروف‌ها)، که محیط‌های غنی از نظر تغذیه را ترجیح می‌دهند، در تضاد قرار گیرند. کم‌غذاسازها با رشد آهسته، سرعت پایین سوخت‌ساز و به‌طور کلی تراکم جمعیت کم مشخص می‌شوند. محیط‌های کم‌غذاساز، محیط‌هایی هستند که برای حفظ حیات کم هستند. این محیط‌ها دربرگیرندهٔ رسوب‌های عمیق اقیانوسی، غارها، یخ‌های یخبندان و قطب، خاک‌های عمیق زیرسطحی، سفره‌های زیرزمینی، آب‌های اقیانوس و خاک‌های شسته شده‌است.